# اونانووو
اونانووو (ترکی آذربایجانی: Unannovu) یک منطقهٔ مسکونی در جمهوری آرتساخ است که در استان کاشاتاق واقع شده‌است.